# لی کی جه
این یک نام کره‌ای است؛ نام خانوادگی لی است.
لی کی جه (کره‌ای: 이기제؛ زادهٔ ۹ ژوئیهٔ ۱۹۹۱) بازیکن فوتبال اهل کره جنوبی است.که در باشگاه فوتبال سوون سامسونگ و تیم ملی فوتبال کره جنوبی در پست مدافع بازی می‌کند.
از باشگاه‌هایی که در آن بازی کرده‌است می‌توان به باشگاه فوتبال نیوکاسل یونایتد جتس، باشگاه فوتبال سوون سامسونگ، باشگاه فوتبال شیمیزو اس-پالس، و باشگاه فوتبال اولسان هیوندای اشاره کرد.
وی همچنین در تیم‌های ملی فوتبال زیر ۲۰ سال، زیر ۲۳ سال، و بزرگسالان کره جنوبی بازی کرده‌است.